# Баторино
Бато́рино, Бато́рин, Бато́рово (бел. Бато́рына, Бато́рын) — озеро в Мядельском районе Минской области Беларуси. Относится к бассейну реки Нарочь. Входит в группу Нарочанских озёр и в состав национального парка «Нарочанский».
Несмотря на низкую степень чистоты воды, озеро играет важную роль в поддержании стабильной экосистемы Нарочанских озёр, принимая на себя нежелательные стоки из близлежащих болот и других источников загрязнения.

## Географическое положение
Озеро Баторино располагается к югу от города Мядель. По берегам озера также расположено несколько деревень: Шиковичи, Баклаи, Крути, Азарки-Старые, Азарки-Дворище, Азарки-Пудовинка. Высота над уровнем моря составляет 165,2 м.
25 % площади водосбора озера покрывают смешанные и сосновые леса, 19 % местности заболочено.

## Происхождение названия
Название озера происходит, вероятно, от тюркского баатыр (батыр, батор, батура) — «богатырь», «герой», «смелый человек», заимствованного славянами и использовавшегося в качестве прозвища. Связь названия озера с прозвищем/фамилией конкретного человека не установлена. Возможно, оно как-то связано с именем польского короля Стефана Батория.

## Морфология
Площадь зеркала озера составляет 6,25 км². Длина — 3,5 км, наибольшая ширина — 2,4 км, средняя ширина — 1,7 км. Длина береговой линии — 15 км. Максимальная глубина — 5,5 м, средняя — 2,4 м. Объём воды в озере — 15,03 млн м³. Площадь водосбора — 92,4 км².
Котловина остаточного типа, плоская, грушевидной формы, вытянутая с северо-запада на юго-восток. Склоны пологие, высотой до 1,5 м, на северо-западе повышаются до 3,5 м. Береговая линия слабоизвилистая. Берега преимущественно низкие, заболоченные, однако на севере и юго-востоке имеются высокие участки. Возле юго-восточного берега местами формируются сплавины. К северо-западному берегу примыкает небольшое болото.
Плоское мелководье переходит в обрывистую сублитораль и далее в волнистую профундаль. Мелководные участки до глубины 1,5 м выстланы заиленным песком, а местами на юге и юго-западе — грубодетритовым сапропелем. Глубже дно покрыто слоем сапропеля.
Запасы сапропеля озера Баторино составляют 13,9 млн т, из которых 6,9 — карбонатного типа и 7 — смешанного. Отложения покрывают 60 % озёрной чаши, их средняя мощность составляет 3,8 м, максимальная — 8 м. Естественная влажность — 85 %, зольность — 44—70 %, водородный показатель — 7,7. Содержание в сухом остатке (в %): азота — 2,4, окислов алюминия — 3, железа — 4,2, магния — 0,8, кальция — 16,5, калия — 0,8, фосфора — 0,3.

## Гидрография
Озеро Баторино принимает воду из близлежащего болотного массива, поступающую через ручей и систему мелиорационных каналов. Водоём задерживает минеральные и биогенные отложения, не пропуская их в систему Нарочанских озёр. В результате в озере установился высокоэвтрофный режим питания с приметами дистрофикации.
Благодаря небольшой глубине, открытости и плоской форме котловины водная толща в безлёдный период хорошо перемешивается ветрами. Минерализация воды составляет 200—250 мг/л. Благодаря повышенному количеству органического вещества окисляемость воды составляет 8—17 мг/л, а цветность — 25—30°. Минерализация средняя, гидрокарбонатного класса кальциевой группы. Прозрачность воды не превышает 1,8 м.
Водоём является слабопроточным. Тем не менее, степень водообмена весьма высока, а время полного водообмена составляет 1 год.
В северо-западной части Баторина имеется протока с заболоченными берегами, соединяющая водоём с озером Мястро. В некоторых источниках эту протоку именуют рекой Дробня либо Баторинским ручьём. В южной части озера имеется узкая протока, доходящая до озера Азарки. С северной стороны в Баторино впадает река Кубля.

## Флора и фауна
Озеро сильно зарастает. Прибрежная растительность представлена главным образом тростником и камышом, также встречаются рогоз и аир. Надводные растения формируют полосу шириной 150—200 м, местами до 300 м, и распространяются до глубины 1,5 м. Среди подводных растений преобладают рдесты, уруть, телорез. Погруженная растительность опускается на глубину до 2,5 м. Дальнейшему распространению растительности в глубь озера препятствует недостаточная прозрачность воды.
Фитопланктон представлен 136 видами водорослей, преимущественно сине-зелёными и диатомовыми. Биомасса фитопланктона в июне — июле насчитывает 30,2—39,8 г/м³. Зоопланктон насчитывает 49 видов, 22 из которых представляют ветвистоусые и веслоногие рачки. Биомасса зоопланктона составляет 4,77 г/м³. В зообентосе, представленном 35 видами, преобладают личинки комаров-звонцов и моллюски. Годовая величина биомассы зообентоса варьируется от 0,9 до 6,5 г/м².
Из рыб распространены карась, линь, окунь, плотва, лещ, сазан, судак, щука, густера, речной угорь, краснопёрка. Озеро неоднократно зарыблялось, в том числе амурским сазаном.

## Экологическая обстановка
Негативное влияние на экосистему водоёма оказывают не только приём болотных вод, но и стоки с животноводческих ферм, расположенных к югу от озера. Поступление сточных вод провоцирует нехватку кислорода, которая вызывает периодические заморы в зимнее время. При этом резкое ухудшение экологической обстановки в озере Баторино может повлечь за собой катастрофическое загрязнение озёр Мястро и Нарочь.

## Хозяйственное и рекреационное использование
Озеро Баторино входит в состав национального парка «Нарочанский». На озере производится промысловый лов рыбы и организовано платное любительское рыболовство. Использование плавсредств с мотором запрещено.
Сапропель озера Баторино может использоваться как удобрение, для известкования кислых почв или в качестве лечебной грязи.
Озеро популярно среди туристов. Через него проходит лодочный маршрут, в окрестностях — велосипедный маршрут. На берегу располагается агроусадьба.